# Rezerwat przyrody Rzeka Drwęca
Rzeka Drwęca – faunistyczny rezerwat przyrody położony w województwach kujawsko-pomorskim i warmińsko-mazurskim. Obejmuje całą długość rzeki Drwęca wraz z jeziorami przepływowymi Drwęckim i Ostrowin, niektóre dopływy Drwęcy lub ich odcinki (m.in. Grabiczek, Gizela, Rypienica), oraz przybrzeżne pasy terenu o szerokości 5 m wzdłuż brzegów wymienionych rzek i jezior. Został powołany zarządzeniem Ministra Leśnictwa i Przemysłu Drzewnego z dnia 27 lipca 1961 r. (Monitor Polski nr 71, poz. 302).
Rezerwat zajmuje powierzchnię 1822,49 ha, z czego 1344,87 ha leży w województwie warmińsko-mazurskim (powiaty: olsztyński, ostródzki, iławski i nowomiejski), a 477,62 ha w województwie kujawsko-pomorskim (powiaty: brodnicki, golubsko-dobrzyński, rypiński i toruński oraz miasto Toruń).

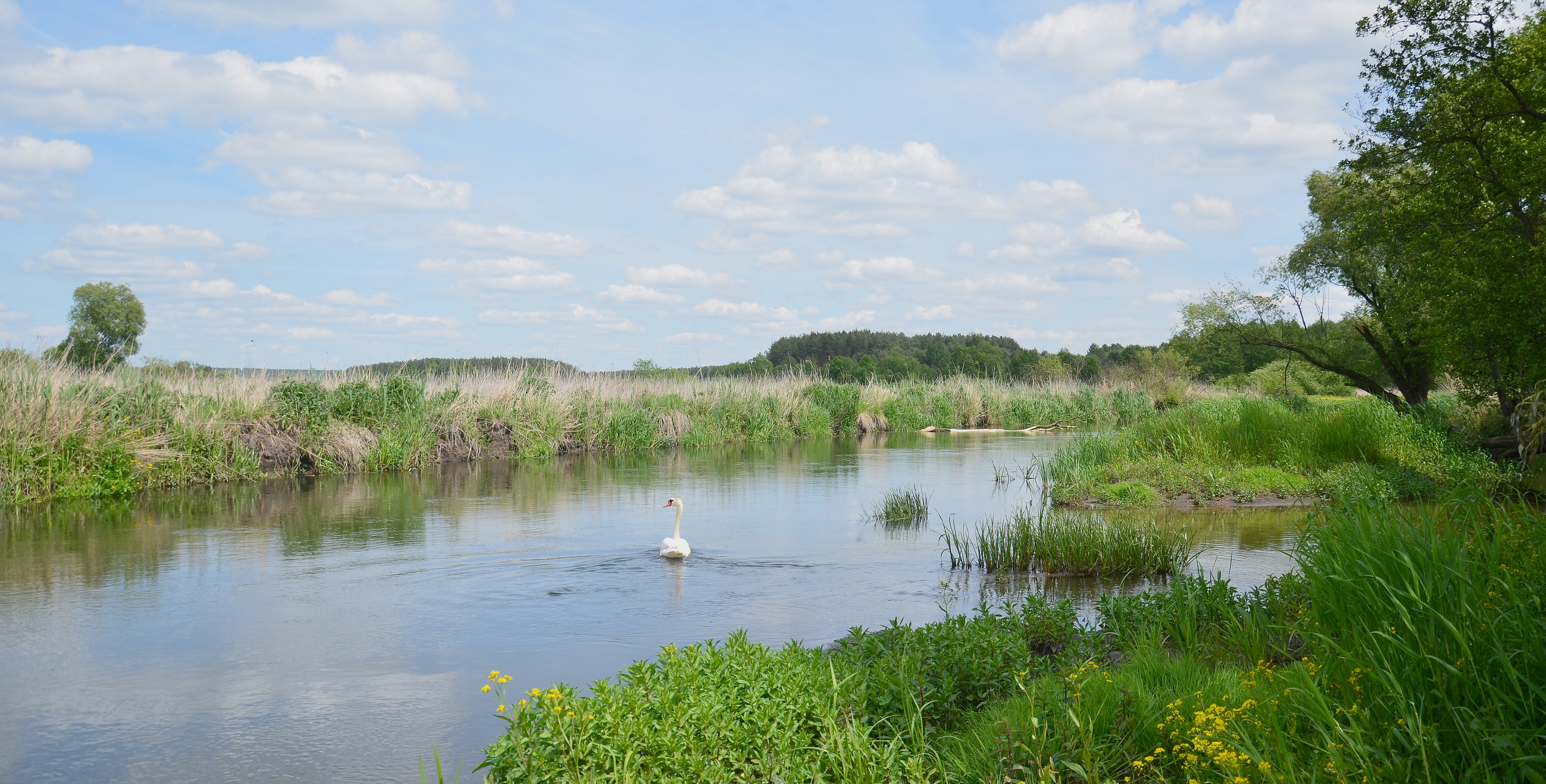
Bagienna Dolina Drwęcy

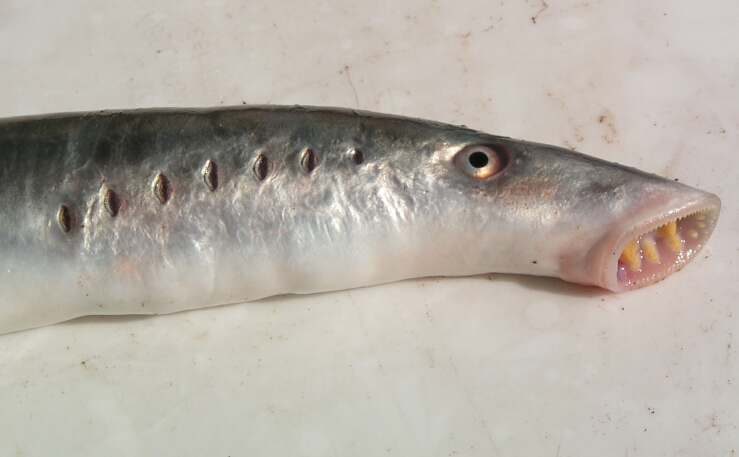
Rezerwat Rzeka Drwęca chroni minoga rzecznego

Najdłuższy rezerwat ichtiologiczny w Polsce. Ochronie podlega środowisko wodne i bytujące w nim ryby: pstrąg, łosoś szlachetny, troć, certa, minóg rzeczny i inne. Ekosystem rzeki stwarza dogodne warunki do występowania licznych gatunków ptactwa wodno-błotnego. Na szczególną uwagę zasługuje Bagienna Dolina Drwęcy, uznana za ostoję ptactwa o randze europejskiej, zlokalizowana pomiędzy Brodnicą a Nowym Miastem Lubawskim.
Obszar rezerwatu podlega ochronie czynnej.

## Inne formy ochrony przyrody
Na powierzchni 42,8 ha (w gminach Brodnica i Brzozie) rezerwat leży na terenie Brodnickiego Parku Krajobrazowego. Ponadto rezerwat leży w granicach kilku obszarów sieci Natura 2000: „Dolina  Drwęcy” PLH280001, „Bagienna Dolina Drwęcy” PLB040002, „Dolina Dolnej Wisły” PLB040003 i „Nieszawska Dolina Wisły” PLH040012.